# Dmitri Malîșko
Dmitri Vladimirovici Malîșko (în rusă Дмитрий Владимирович Малышко; n. 19 martie 1987, Sosnovîi Bor, RSFS Rusă, URSS) este un biatlonist ce a reprezentat Rusia, medaliat olimpic. A participat la o ediție a Jocurilor Olimpice (2014) în care a câștigat o medalie de aur.